# Ажет
Аже́т (фр. Haget) — коммуна во Франции, находится в регионе Юг — Пиренеи. Департамент — Жер. Входит в состав кантона Мьелан. Округ коммуны — Миранд.
Код INSEE коммуны — 32152.

## География

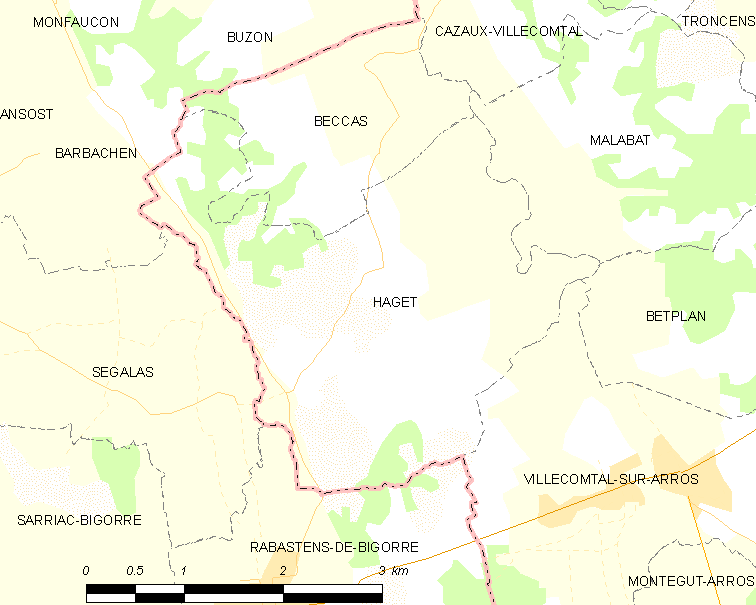
Карта коммуны

Коммуна расположена приблизительно в 630 км к югу от Парижа, в 110 км западнее Тулузы, в 45 км к юго-западу от Оша.
На северо-востоке коммуны протекает река Аррос, а на западе — река Эстеус.

## Климат
Климат умеренно-океанический. Лето жаркое и немного дождливое, температура часто превышает 35 °С. Зимой часто бывает отрицательная температура и ночные заморозки. Годовое количество осадков — 700—900 мм.

## Население
Население коммуны на 2010 год составляло 312 человек.
| 1962 | 1968 | 1975 | 1982 | 1990 | 1999 | 2010 |
| ---- | ---- | ---- | ---- | ---- | ---- | ---- |
| 309  | 289  | 277  | 314  | 329  | 293  | 312  |

## Администрация
| Период | Период | Фамилия      | Партия | Примечания |
| ------ | ------ | ------------ | ------ | ---------- |
| 2001   | 2008   | Ролан Педюрт |        |            |
| 2008   | 2020   | Жерар Педюрт |        |            |

## Экономика
В 2010 году среди 212 человек трудоспособного возраста (15-64 лет) 147 были экономически активными, 65 — неактивными (показатель активности — 69,3 %, в 1999 году было 75,1 %). Из 147 активных жителей работали 138 человек (72 мужчины и 66 женщин), безработных было 9 (5 мужчин и 4 женщины). Среди 65 неактивных 16 человек были учениками или студентами, 35 — пенсионерами, 14 были неактивными по другим причинам.

## Достопримечательности
- Церковь Св. Сатурнина (XVIII век)